# 長谷川晃 (法学者)
長谷川 晃（はせがわ こう、1954年 - ）は、日本の法学者。北海道大学教授。専門は法哲学。秋田県生まれ

## 来歴・人物
略歴は以下のとおり。

### 学歴
- 1977年03月 - 東北大学法学部卒業
- 1979年03月 - 東京大学大学院法学政治学研究科基礎法学専攻修士課程修了
- 1982年10月 - 東京大学大学院法学政治学研究科基礎法学専攻博士課程修了
  - 法学博士（東京大学）（学位論文「法的論証の構造と客観性についての一試論 -論証の「プラグマティックス」の観点から-」）

### 職歴
1983年、北海道大学法学部助教授（法哲学）。1986年から88年にかけ、カリフォルニア大学バークレー校法と社会研究センター及びニューヨーク大学ロー・スクール法・哲学・社会理論プログラム客員研究員。1991年、北海道大学法学部教授（法哲学）。1998年、オーストラリア国立大学社会科学研究院哲学プログラム・ビジター。2000年より北海道大学大学院法学研究科教授。 2002年、ウィスコンシン大学ロー・スクールJ・B・マクドナルド客員教授。2002年から03年にかけ、ロンドン大学ユニヴァーシティ・カレッジ政治・法・社会研究セ ンター客員研究員。2003年北海道大学大学院法学研究科教授。2004年から08年にかけ、法学研究科附属高等法政教育研究センター長。2005年より同センター教授。2005年、スイス比較法研究所・ビジター。2006年より日本学術会議連携会員、2007年より北海道大学アイヌ・先住民研究センター兼務教員。2008年から09年にかけ、ウェールズ大学スウォンジー校法学院客員教授。2011年北海道大学総長補佐。2012年から放送大学『市民社会と法』講師を担当。2017年北海道大学副学長・同理事。

## 主な研究内容
現代の平等論、法思考の理論、メタ価値論、法クレオール論の研究。

## 所属学会
- 日本法哲学会（理事、2005-08年企画委員会委員長）
- 日本法社会学会
- International Association for Philosophy of Law and Social Philosophy
- American Philosophical Association

## 著書
- 『権利・価値・共同体』（弘文堂、1991年）
- 『解釈と法思考』（日本評論社、1996年）
- 『公正の法哲学』（信山社、2001年）
- 『市民社会と法』（道幸哲也、加藤智章、白取祐司、松久三四彦との共著。放送大学教育振興会、2012年）

## 編著書
- 『ブリッジブック法哲学』（角田猛之と共編、信山社、2004年）
- 『法のクレオール序説-法融合の秩序学』（北海道大学出版会、2012年）